# Fabiano Flora
Fabiano José Costa Flora (* 29. Mai 1985 in Viseu, Portugal) ist ein portugiesischer Fußballtrainer. Von 2019 bis 2022 war er Trainer der osttimoresischen Fußballnationalmannschaft.

## Werdegang
Flora begann 2009 seine Trainerkarriere bei der Jugendmannschaft des Lazio Roms. 2013 wechselte er zur Jugendmannschaft von Juventus Turin. 2014 wurde Flora Co-Trainer unter Giuseppe Galderisi beim portugiesischen Erstligisten SC Olhanense, wo er fünf Monate (16 Spiele) blieb. Einen Monat später begann Flora bei Académica de Coimbra, wo er ein Jahr lang als Chefscout arbeitete. Er ging dann nach Myanmar, wo Flora zunächst als Co-Trainer beim Zayar Shwe Myay FC tätig war, bevor er im Dezember 2015 den bisherigen Trainer Stefan Hansson ablöste und die Mannschaft auf den sechsten Platz der Myanmar National League führte. Er blieb bis November 2016 bei dem Verein. Im Mai 2017 folgte bis Oktober 2017 eine Anstellung als Trainer bei Southern Myanmar FC.
2019 wurde Flora Trainer des osttimoresischen Erstligisten Boavista FC, doch weniger als drei Monate später unterzeichnete er im Juli einen Vertrag als Trainer der osttimoresischen Nationalmannschaft. Er folgte damit dem Japaner Norio Tsukitate. Das Traineramt bei Boavista wollte Flora noch bis zum Ende der Saison 2019 parallel weiterführen.